# Plistospilota nigerica
Plistospilota nigerica är en bönsyrseart som beskrevs av Giglio-tos 1917. Plistospilota nigerica ingår i släktet Plistospilota och familjen Mantidae. Inga underarter finns listade i Catalogue of Life.